# Jekaterina Nikolajewna Schtschepkina
Jekaterina Nikolajewna Schtschepkina (russisch Екатерина Николаевна Щепкина; * 1854; † 1938) war eine russische bzw. sowjetische Historikerin und Feministin.

## Leben
Schtschepkina studierte in Moskau in Wladimir Guerriers universitätsähnlichen Höheren Kursen für Frauen und war dann Geschichtslehrerin in Saratow und Moskau. Bei Konstantin Bestuschew-Rjumin studierte sie 1880–1882 Geschichte in dessen Höheren Kursen für Frauen in St. Petersburg.
Für die Kaiserliche Russische Gesellschaft für Technik in St. Petersburg lehrte Schtschepkina ab 1890 Geschichte für Arbeiter. In den Studienjahren 1895/1896 und 1898/1899 lehrte sie Russische Geschichte des 18. und 19. Jahrhunderts in den St. Petersburger Höheren Kursen für Frauen. Sie schrieb Erzählungen aus der russischen Geschichte für Sonntagsschulen (1894) und eine kurze Darstellung der russischen Geschichte von den Anfängen bis 1881 (1903).
In der Russischen Revolution 1905 gründete Schtschepkina mit anderen im Februar 1905 die Allrussische Union für Gleichberechtigung der Frauen. Als die Union am Ende der Revolution 1906 zerfiel, trat Schtschepkina in die Allrussische Liga für Gleichberechtigung der Frauen ein. Auf dem Frauenkongress 1908 hielt sie einen Vortrag. Die von ihr redigierte Übersetzung des Buchs über die Zeit der Wirren von Kazimierz Waliszewski aus dem Französischen erschien 1911. Sie führte die Abteilung für russische Geschichte des Brockhaus-Efron und verfasste einige Artikel (redigiert von Sergei Juschakow). Nach der Februarrevolution 1917 gehörte sie zu den 10 Kandidatinnen der Liga für die Russische konstituierende Versammlung.
Nach der Oktoberrevolution blieb Schtschepkina in Russland und arbeitete als Historikerin. Ihr Buch über die Geschichte der Frauenbewegung in der Französischen Revolution mit einem kritischen Essay von Alexandra Kollontai wurde 1921 veröffentlicht. Sie verfasste 1925 einen Aufsatz über die Union für Gleichberechtigung der Frauen, der nicht gedruckt wurde.